# Strontium-94
Strontium-94 of 94Sr is een onstabiele radioactieve isotoop van strontium, een aardalkalimetaal. De isotoop komt van nature niet op Aarde voor.
Strontium-94, dat een te groot neutronenoverschot heeft, ontstaat onder meer bij kernsplijting en bij het radioactief verval van rubidium-94 en rubidium-95.

## Radioactief verval
Strontium-94 vervalt door β−-verval tot yttrium-94:
{\displaystyle {\ce {{^{94}_{38}Sr}->{^{94}_{39}Y}+{e^{-}}+{\bar {\nu }}_{e}}}}
De halveringstijd bedraagt ruim 75 seconden.
73Sr · 74Sr · 75Sr · 76Sr · 77Sr · 78Sr · 79Sr · 80Sr · 81Sr · 82Sr · 83Sr · 83mSr · 84Sr · 85Sr · 85mSr · 86Sr · 86mSr · 87Sr · 87mSr · 88Sr · 89Sr · 90Sr · 91Sr · 92Sr · 93Sr · 94Sr · 95Sr · 96Sr · 97Sr · 97m1Sr · 97m2Sr · 98Sr · 99Sr · 100Sr · 101Sr · 102Sr · 103Sr · 104Sr · 105Sr · 106Sr · 107Sr